# Crenicara
Genre
Crenicara est un genre de poissons néotropicaux de la famille des Cichlidae, de l'ordre des Cichliformes.

## Liste des espèces
Selon FishBase (1 février 2016) :
- Crenicara latruncularium Kullander et Staeck, 1990 ;
- Crenicara punctulatum (Günther, 1863).